# 批评探索
《批评探索》（英語：Critical Inquiry）是一部实行同行评审的人文学科学术期刊，由芝加哥大学出版社出版，创刊于1974年。虽然涵盖的主题和历史时期较为多样，但《批评探索》被视作是一个长期而备受推崇的批判理论阵地，尤其是在文学和文本批评方面。